# Nico Porteous
Nico Porteous, MNZM (* 23. November 2001 in Hamilton) ist ein neuseeländischer Freestyle-Skier. Er startet in den Disziplinen Halfpipe, Slopestyle und Big Air.

## Werdegang
Porteous nimmt seit 2013 an Wettbewerben der AFP World Tour und seit 2015 an Wettbewerben der FIS teil. In der Saison 2014/15 belegte er bei der Rocky Mountain Series in Copper Mountain in der Halfpipe die Plätze zwei und eins und im Slopestyle in Winter Park den zweiten Platz. In der folgenden Saison siegte er bei der U.S. Revolution Tour in Copper Mountain und beim Nor-Am Cup in Calgary jeweils in der Halfpipe. Nach Platz zwei in der Halfpipe bei The Cardrona Games und zugleich Australian New Zealand Cup in Cardrona zu Beginn der Saison 2016/17, startete er im Dezember 2016 in Copper Mountain erstmals im Weltcup und errang dabei den 22. Platz in der Halfpipe. Bei den Weltmeisterschaften 2017 in der Sierra Nevada kam er auf den 12. Platz in der Halfpipe.
Zu Beginn der folgenden Saison 2017/18 gewann Porteous in der Halfpipe beim Australian New Zealand Cup in Cardrona und erreichte dort mit dem sechsten Platz in der Halfpipe seine bisher beste Platzierung im Weltcup. Beim Saisonhöhepunkt, den Olympischen Winterspielen 2018 in Pyeongchang holte er überraschend mit 94,8 Punkten die Bronzemedaille in der Halfpipe. Anfang September 2018 gewann er bei den Juniorenweltmeisterschaften in Cardrona die Goldmedaille in der Halfpipe. Bei den Winter-X-Games 2019 in Aspen gewann er Bronze und fuhr bei den Weltmeisterschaften 2019 in Park City auf den neunten Platz. Im folgenden Jahr wurde er bei den Winter-X-Games Vierter. Bei den Olympischen Winterspielen 2022 in Peking wurde er Olympiasieger, während sein Bruder Miguel 11. wurde.

## Erfolge

### Olympische Spiele
- Pyeongchang 2018: 3. Halfpipe
- Peking 2022: 1. Halfpipe

### Weltmeisterschaften
- Sierra Nevada 2017: 12. Halfpipe
- Park City 2019: 9. Halfpipe
- Aspen 2021: 1. Halfpipe

### Weltcupsiege
Porteous errang bisher fünf Podestplätze im Weltcup, davon 1 Sieg:
| Datum          | Ort     | Land               | Disziplin |
| -------------- | ------- | ------------------ | --------- |
| 8. Januar 2022 | Mammoth | Vereinigte Staaten | Halfpipe  |

### Weltcupwertungen
| Saison  | Gesamt | Gesamt | Park & Pipe | Park & Pipe | Halfpipe | Halfpipe |
| Saison  | Platz  | Punkte | Platz       | Punkte      | Platz    | Punkte   |
| ------- | ------ | ------ | ----------- | ----------- | -------- | -------- |
| 2016/17 | 120.   | 10,8   | -           | -           | 17.      | 54       |
| 2017/18 | 93.    | 15,33  | -           | -           | 19.      | 92       |
| 2018/19 | 14.    | 45     | -           | -           | 2.       | 225      |
| 2019/20 | -      | -      | -           | -           | -        | -        |
| 2020/21 | -      | -      | 19.         | 60          | 3.       | 60       |

### Winter-X-Games
- Winter-X-Games 2019: 3. Halfpipe
- Winter-X-Games 2020: 4. Halfpipe
- Winter-X-Games 2021: 1. Halfpipe
- Winter-X-Games 2022: 1. Halfpipe